# Robert C. Martin
Robert Cecil Martin (n. 1952, coloquialmente conocido como Uncle Bob) es un ingeniero de software y autor estadounidense, reconocido por desarrollar varios principios de diseño de software y ser uno de los coautores del Manifiesto Ágil. Martin es autor de varios artículos y libros. Fue el editor de la revista C++ Report y primer director de la Agile Alliance.

## Empresas
En 1992, Martin fundó Object Mentor, ahora extinta, que proveía de cursos en la metodología Xtreme Programming. En marzo de 2021 dirige dos empresas.
- Uncle Bob Consulting que provee servicios de consultoría y aprendizaje.
- Clean Coders que se especializa en la creación de videos de aprendizaje de programación.

## Principios de Software
Cinco de los principios propugnados por Martin se conocen colectivamente como SOLID . Aunque ha sido el inventor de la gran mayoría de estos principios, el principio de substitución de Liskov fue inventado por Barbara Liskov, y el principio de abierto/cerrado fue inventado por Bertrand Meyer.
Martin aboga por movimientos como artesanía de software, desarrollo ágil de software y desarrollo guiado por pruebas.

## Publicaciones
- Martin, Robert C. (1995). Designing Object-Oriented C++ Applications Using the Booch Method. Prentice Hall. ISBN 978-0132038379.
- Martin, Robert C. (2002). Agile Software Development: Principles, Patterns, and Practices. Upper Saddle River, NJ: Pearson Education. ISBN 9780135974445.
- Martin, Robert C. (2009). Clean Code: A Handbook of Agile Software Craftsmanship. Upper Saddle River, NJ: Prentice Hall. ISBN 9780132350884.
- Martin, Robert C. (2011). The Clean Coder: A Code of Conduct for Professional Programmers. Upper Saddle River, NJ: Prentice Hall. ISBN 9780137081073.
- Martin, Robert C. (2017). Clean Architecture: A Craftsman's Guide to Software Structure and Design. Prentice Hall. ISBN 9780134494166.
- Martin, Robert C. (2019). Clean Agile: Back to Basics. Prentice Hall. ISBN 978-0135781869.
- Martin, Robert C. (2021). Clean Craftsmanship: Disciplines, Standards, and Ethics. Addison-Wesley Professional. ISBN 9780136915713.

## Conceptos importantes elaborados
- Principios SOLID
- Transformation Priority Premise in TDD. "As the tests get more specific, the production code gets more generic."
- Clean architecture (a variant of Alistair Cockburn's "Hexagonal architecture")
- Software craftsmanship
- Historia de la computación (inglés) The future of programming. (first half of the talk)